# Rancho Alegre (Texas)
Rancho Alegre est une census-designated place située dans le comté de Jim Wells, dans l’État du Texas, aux États-Unis. Sa population s’élevait à 1 704 habitants lors du recensement de 2010.